# Iglesia de los Santos Justo y Pastor (Madrid)
La iglesia de Nuestra Señora de las Maravillas es un templo de culto católico en Madrid, España. Con pórtico a la calle de la Palma, un costado a la calle del Dos de Mayo, y la parte más antigua del recinto del monasterio de san Antón dando a la plaza del Dos de Mayo.

## Historia
La primitiva parroquia, situada en la calle de San Justo, ya se mencionaba en el fuero madrileño del año 1202. Era un edificio de estilo mudéjar con "torre cuadrada y de ladrillo, ventanas en cuatro alturas y chapitel". El lugar de este templo medieval lo ocupa la actual iglesia barroca de San Miguel, mientras que la parroquialidad y la advocación de los Santos Niños fueron trasladados en el siglo XIX a la iglesia de las Maravillas, de la que se tratará a continuación.
La actual iglesia formaba parte del antiguo monasterio de san Antón de religiosas carmelitas, construido en el siglo XVII según el estilo de Juan Gómez de Mora, a quien se han atribuido las trazas. Refundado y puesto bajo patrocinio real por orden de Felipe IV, fue muy popular en él la imagen de Nuestra Señora de las Maravillas, que aún preside el altar mayor.

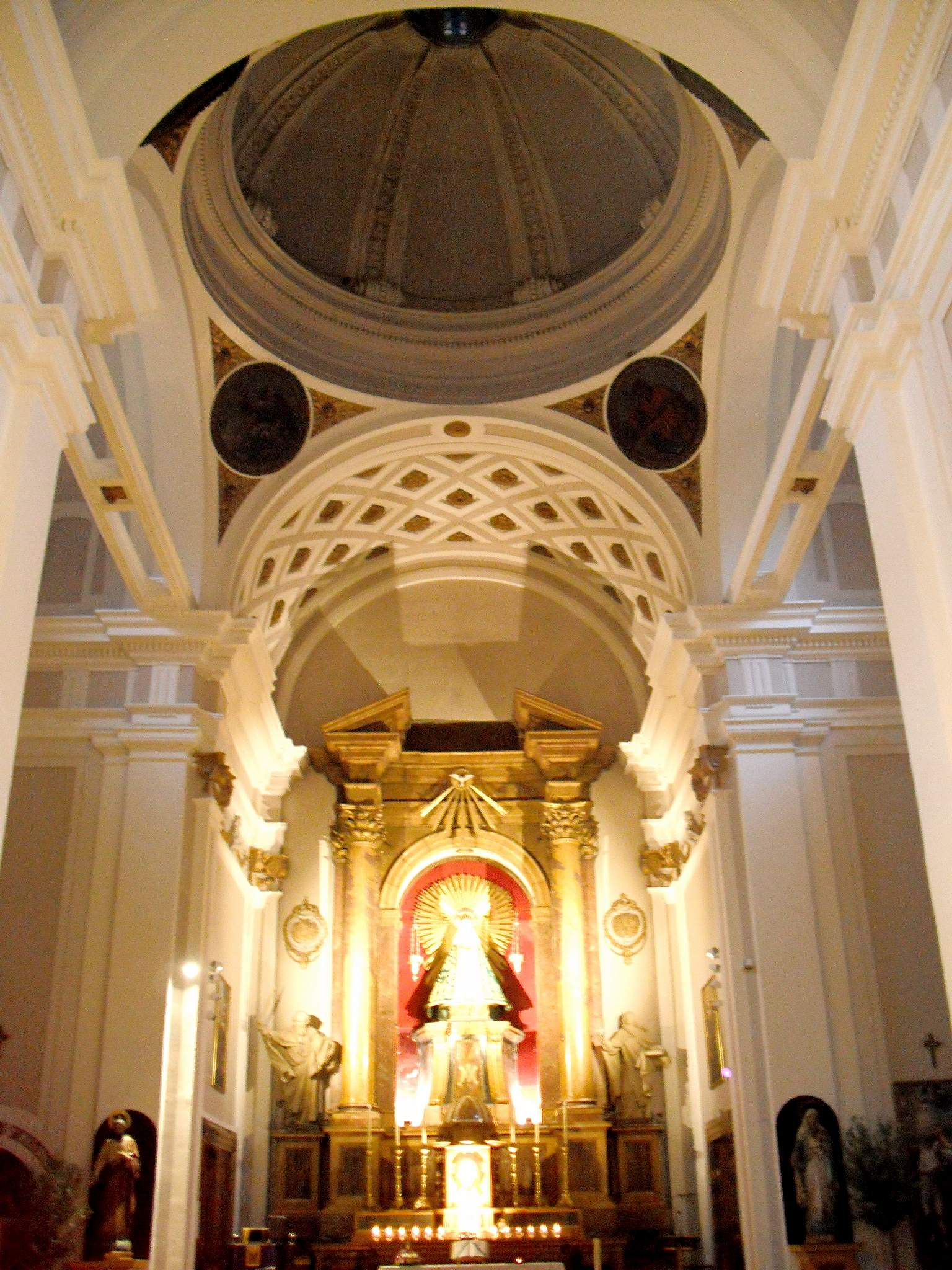
Aspecto del interior del templo

Edificio de líneas sencillas y clasicistas, con planta de cruz latina, cúpula sobre el crucero, hoy en día sin tambor, amplio presbiterio y cubierta de bóveda de cañón con lunetos. Entrada original en la calle de la Palma, a los pies del templo, concebido como una fachada plana y esquemática, en ladrillo, simplificando el modelo jesuítico de Vignola, con unos monumentales jarrones rematando los aletones. El pórtico de granito y una marcada severidad, formado por un arco de medio punto con edículo coronado por un frontón triangular, con triglifos, metopas y pilastras toscanas desornamentadas.
En el siglo XVIII, la iglesia sufrió una gran reforma, según los cánones del Neoclasicismo entonces imperante. Se eliminó gran parte de la decoración barroca del interior, se colocó un nuevo retablo mayor y se rehízo la fachada principal, antes descrita. El acceso normal al templo fue desplazado a un costado, donde existía un pórtico o lonja con cinco arcos de medio punto, hoy cerrados con rejas salvo el central, que sirve de entrada.
El edificio sufrió mucho durante la Guerra de la Independencia por su vecindad con el Cuartel de Monteleón, donde se desarrollaron algunas de las escaramuzas más violentas. Debido a las leyes desamortizadoras, en 1869 las monjas carmelitas tuvieron que abandonar el convento, que fue demolido. Sólo quedaría la iglesia, convertida en 1891 en nueva parroquia de los santos Justo y Pastor, trasladándose allí -como ya se dijo- la antigua parroquia del mismo título desde la calle de San Justo, donde había tenido su sede. Desde 1969 el título oficial de la iglesia fue Nuestra Señora de las Maravillas y los santos Justo y Pastor.
En julio de 2016 la parroquia fue fusionada con la de San Ildefonso, que pasó a llamarse San Ildefonso y los Santos Justo y Pastor. La actividad parroquial fue trasladada a la iglesia de San Ildefonso en la calle Colón. Al mismo tiempo, por decreto de 16 de julio de 2016 del Arzobispo de Madrid, la iglesia de Nuestra Señora de las Maravillas fue confiada a la Comunidad de Sant'Egidio.
Dos días a la semana —miércoles y viernes—, varios miembros de la Comunidad de Sant'Egidio reparten un millar de cenas calientes a personas sin techo, a los que llaman "amigos de la calle".